# Krongölen, Småland
Krongölen är en sjö i Uppvidinge kommun i Småland och ingår i Mörrumsåns huvudavrinningsområde.